# Марк Кокцей Нерва (юрист)
Вижте пояснителната страница за други личности с името Марк Кокцей Нерва.
Марк Кокцей Нерва (на латински: Marcus Cocceius Nerva; † 33 г.) e римски сенатор и юрист през 1 век и дядо на римския император Нерва.

## Биография
Произлиза от фамилията Кокцеи и е син на Марк Кокцей Нерва (консул 36 пр.н.е.) и племенник на Луций Кокцей Нерва.
През 22 г. Нерва е суфектконсул с Гай Вибий Руфин. От 24 г. е curator aquarum за водното снабдяване на град Рим. Като най-близък приятел (proximus amicorum) на Тиберий той придружава императора като единствен сенатор, когато той се оттегля през 26 г., в Кампания. През 33 г. се самоубива, понеже не може да гледа по-нататъшното развитие на държавата.
Нерва е голям юрист и ръководи „прокулианското правно училище“ (Сабинианци и Прокулианци). Неговият син Марк Кокцей Нерва (консул 40 г.) е също юрист.